# Asparagus altissimus
Asparagus altissimus là một loài thực vật có hoa trong họ Măng tây. Loài này được Munby mô tả khoa học đầu tiên năm 1855.